# Holly Marie Combs
Holly Marie Combs (San Diego, Kalifornija, 3. prosinca 1973.) američka je glumica.

## Životopis
Njena majka Lauralei imala je samo 15 godina kad je ostala trudna s njenim ocem koji je imao 17 godina. Njeni roditelji su se vjenčali, ali su se razveli nakon dvije godine. Kad je Holly M. imala 7 godina, ona i njena majka preselile su se u New York, njena majka pokušavala je ostvariti glumačku karijeru, te se ponovo udala kad je Holly M. imala 12. godina.
Holly M. je u New Yorku pohađala Beekman Hill školu i he Professional Children's School of Acting (Profesionalna škola glume za djecu). U to vrijeme Holly je stvorila reputaciju i počela je snimati reklame i slikati se za reklame. Ubrzo je zavoljela glumu kao i njena majka.
Godine 1993. Holly M. se udala za Briana Travisa Smitha, ali su se rastavili nakon 4 godine u 1997. godini. Kasnije se zaručila sa Stormom Lyndonom, ali su se razišli 2000. godine. Od 2001. godine Holly M. živi s Davidom W. Donohijem, koji je s njom radio na seriji Charmed (Čarobnice). Vjenčali su se 14. veljače 2004. godine, i dobili sina Finleyja Arthura Donohoa 26. travnja 2004. godine. U desetom mjesecu 2004. godine (26. listopada 2006.) rodila je i drugog sina, koji se zove Riley Edward Donoho.
Holly M. obožava životinje, ima tri konja, pet pasa, tri mačke, četiri zeca i dvije ptice. Holly M. osim što je glumica ona je i producentica, a to je počela raditi od 4. sezone Čarobnice.

## Filmografija
- Slatke male lažljivice – Ella Mongomery (2010.)
- Čarobnice – Piper Halliwell (1998. – 2006.)
- See Jane Date – Natasha Nutley (2003.)
- Love's Deadly Triangle: The Texas Cadet Murder – Diane Zamora (1997.)
- Relativity – Anne Pryce (1997.)
- Billable Hours – Anne Pryce (1997.)
- Daughters – Alex Morrell (1997.)
- Picket Fences – Kimberly Brock (1992. – 1996.)
- Sins of Silence – Sophie DiMatteo (1996.)
- A Reason to Believe – Sharon (1995.)
- A Perfect Stranger – Amanda Hale (1994.)
- Chain of Desire – Diana (1992.)
- Dr. Giggles – Jennifer Campbell (1992.)
- Simple Men – Kim (1992.)
- Born on the Fourth of July – Jenny (1989.)
- New York Stories (1989.)
- Sweet Hearts Dance – Debs Boon (1988.)
- Walls of Glass – Flanagan (1985.)

## Vanjske poveznice
- Holly Marie Combs u internetskoj bazi filmova IMDb-u (engl.)